# Phumeza Tisile
Phumeza Tisile, née à Port Elizabeth, est une militante sud africaine pour les soins de santé et survivante de la tuberculose ultrarésistante (XDR-TB), après plus de trois ans de traitement,.

## Biographie

### Vie privée
Elle naît dans la ville de Port Elizabeth, également appelée Gqeberha. Depuis l'âge de 6 ans, elle vit avec sa mère Nokuzola à Khayelitsha, à hors du Cap, en Afrique du Sud,. Son père habite et travaille à Port Elizabeth où elle est née.
Tisile étudie les ressources humaines à l'Université de technologie de la péninsule du Cap lorsqu'on lui diagnostique une tuberculose.  Elle la quitte pour se traiter et y  retourne, en 2017, pour obtenir une licence en sciences sociales de l' Université du Cap en 2019.   

### Activisme
Par un blog,  elle partage son parcours de soins, ainsi que la compassion dont elle est bénéficiaire  de Médecins Sans Frontières (MSF) et l’équipe médicale à son secours.  
Elle co-écrit « Test Me, Treat Me : A Drug-resistant TB Manifesto » en 2013 pour un meilleur accès au diagnostic et au traitement de la tuberculose, de meilleurs conseils pour les patients, la recherche de meilleurs traitements et l’élimination de la stigmatisation de la tuberculose.[réf. nécessaire]
Tisile s’engage à élargir l’accès au diagnostic rapide de la tuberculose via la coalition Time for $5.
Elle participe à de nombreuses réunions mondiales sur la tuberculose, notamment à la deuxième réunion de haut niveau des Nations Unies sur la tuberculose en 2023 et à la Conférence mondiale de l’Union sur la santé respiratoire en 2023.
En cette année-là, elle figure parmi les Time100 Next avec Nandita Venkatesan en raison de son activisme pour l'accès à la bédaquiline générique,. 

## Tuberculose
Pendant  sa premiere année universitaire, elle développe des symptômes de tuberculose, notamment une perte de poids rapide et de la fatigue sans avoir de sueurs nocturnes ni de toux constante. 
Alors, les médecins lui recommandent des médicaments contre la douleur et la fièvre et du sirop contre la toux. Quelques semaines après, une radiographie des poumons confirme qu’elle est atteinte de tuberculose. 
Elle subit un traitement durant 3 ans et huit mois au cours duquel elle devient sourde à l'injection de la Kanamycine A.
Elle bénéficie du soutien de Jennifer Hughes, médecin au sein de Médecins Sans Frontières, qui élabore pour elle un protocole adapté à sa tuberculose ultrarésistante. Grâce à une combinaison de linézolide et d’autres médicaments, elle achève son traitement le 29 août 2013.

## Note et Références

### Note
- (en) Cet article est partiellement ou en totalité issu de l’article de Wikipédia en anglais intitulé « Phumeza Tisile » (voir la liste des auteurs).